# Codice Quetzalecatzin
Il Codice Quetzalecatzin, noto anche come Codice Charles Ratton, è una raccolta di documenti indigeni nordamericani risalente al 1593. È conservato presso la Biblioteca del Congresso di Washington. L'opera contiene la celebre Mappa di Ecatepec-Huitziltepec.

## Storia
Il codice fu acquistato dal Biblioteca del Congresso di Washington nel 2017 da un collezionista privato francese. In passato fece parte della Collezione privata di William Randolph Hearst.

## Contenuto

### Mappa di Ecatepec-Huitziltepec
La mappa contiene informazioni genealogiche (a sinistra) e la proprietà terriera (a destra) della famiglia Nahuatl "de Leon" dal 1480 al 1593 con lo scopo di delineare i confini del loro territorio e rivendicare il proprietario. La mappa rappresenta il territorio corrispondente agli attuali stati messicani di Oxaca e Puebla: copre il sud di Puebla dalla chiesa di Todos Santos, Ecatepec (ora sobborgo a nord-est dell'attuale Città del Messico), e il Lago Texcoco (ora la Riserva Nazionale "El Caracol") fino alla chiesa di Santa Cruz Huitziltepec, Pue nella parte inferiore destra, con la parte inferiore della mappa attraversata da quello che sembra essere il fiume Atoyac nel nord di Oaxaca.
Mappe di questa tipologia furono commissionate dalla Corona di Castiglia con l'obiettivo di esaminare i nuovi territori che venivano conquistati durante la colonizzazione spagnola delle Americhe. La mappa rappresenta una sintesi tra la tradizione cartografica indigena espressa dai tlacuilo (es. i glifi) e il dettaglio tecnico europeo (es. note a margine in lingua latina), segno evidente che l'ispanizzazione delle popolazioni era in fase già avanzata.